# همه‌چیز درباره او
همه چیز درباره او (انگلیسی: Everything About Her) یک فیلم درام-کمدی فیلیپینی به کارگردانی جویس ای.برنال است که در سال ۲۰۱۶ منتشر شد.